# 陈代平
陈代平（？—），男，湖北石首人，中华人民共和国军事人物，中国人民解放军少将。
曾任总参军训和兵种部政治部主任。2012年转任总参军训部副政委。2014年7月，任重庆警备区政治委员。2015年6月，兼任中共重庆市委常委，2017年5月不再担任。